# بوک (بلغارستان)
بوک (به بلغاری: Buk) یک منطقهٔ مسکونی در بلغارستان است که در شهرستان کروموفگراد واقع شده‌است.